# Буковичка бања
44° 18′ 15″ С; 20° 33′ 22″ И / 44.304166° С; 20.556° И
Буковичка бања је бања у Србији. Налази се у општини Аранђеловац који је 76 km удаљен од Београда. Бања је лоцирана у самом подножју планине Букуља.

## Вода
Бања је позната по лековитој минералној води, коју специјална болница за рехабилитацију „Буковичка бања” Аранђеловац користи заједно са глином, за лечење обољења гастроинтестиналног и хепатолибијарног система, болести респираторног система и повреда локомоторног система.
О благотворности киселе воде говори податак да је још 1811. године своје здравље њоме крепио Доситеј Обрадовић.
На лични захтев кнеза Милоша, буковичка вода је допремана у бутелама и коришћена на двору. Кнез Михаило је градио Старо здање, замишљено као летњи дворац и парламент, делимично довршено након његове смрти 1868.
Почетком 20. века почиње ручно флаширање киселе воде у фабрици „Књаз Милош“, да би се кроз деценије пуњења ова вода окитила највишим међународним признањима за квалитет.
У новембру 1935. откривен је нови извор воде. Бања је 1936. уступљена Дунавској бановини, под условом да је изгради - у наредним годинама је подизан велики хотел. Базен од 36 са 17 метара је изграђен 1938. Нови хотел и купатило су отворени у јуну 1939.

## Парк
Буковичка бања има велелепни парк који се простире на површини од 21,5 ha.
Поред прекрасних цветних алеја и бројних врста ретког дрвећа, у парку се налази стална поставка мермерних скулптура, најпознатијих наших и светских аутора.
Скулптуре су настале у педесетогодишњем постојању међународне смотре уметности „Мермер и звуци”.
У оквиру смотре се организује и манифестација „Свет керамике”, а такође и позоришне представе, концерти и фолкорне приредбе.
Све манифестације данас се одржавају на летњој отвореној сцени у парку Буковичке бање.
У парку се налази неколико извора минералне воде. На месту најстаријег извора 1908. године подигнут је објекат познат под називом „Павиљон Књаз Милош” који је пројетовао Бранко Таназевић. Била је то прва фабрика за флаширање минералне воде. Објекат је један од најстаријих (ако не и најстарији) објекат у Србији рађен од армираном бетона.

## Галерија
- Улаз у парк
- Скулптура Сфинге
- Парк је препун зеленила